# Gonzalo Fierro
Gonzalo Antonio Fierro Caniullán (ur. 21 marca 1983 w Santiago) – chilijski piłkarz występujący najczęściej na pozycji prawego pomocnika lub skrzydłowego. Od 2008 roku zawodnik CR Flamengo, występującego w Campeonato Brasileiro Série A.

## Kariera klubowa
Fierro jest wychowankiem stołecznego CSD Colo-Colo. Od 2002 roku był członkiem pierwszego składu drużyny i zdobył z nią 5 tytułów mistrzowskich (Clausura 2002, Apertura 2006, Clausura 2006, Apertura 2007, Clausura 2007). Wywalczył też tytuł króla strzelców ligi w sezonie Clausura 2005. Zaliczał wiele asyst przy trafieniach takich piłkarzy jak Humberto Suazo, Mati Fernández czy Alexis Sánchez. 26 sierpnia 2008 za sumę 1,6 mln euro został sprzedany do czwartoligowego brazylijskiego Desportivo (filii niektórych klubów brazylijskich), jednak już miesiąc później postanowiono oddać go do CR Flamengo. Desportivo posiadało jednak 60% praw zawodnika. W nowym zespole Fierro zadebiutował 5 kwietnia 2009 w derbach zwanych Fla-Flu przeciwko Fluminense FC. Swojego pierwszego gola zdobył za to 12 lipca 2009 przeciwko São Paulo FC, kiedy to wykorzystał podanie Adriano. W 2009 roku Fierro zdobył z Flamengo tytuł mistrzowski.

### Statystyki klubowe
| Klub          | Sezon | Kraj     | Rozgrywki                           | Mecze | Gole |
| ------------- | ----- | -------- | ----------------------------------- | ----- | ---- |
| CR Flamengo   | 2010  | Brazylia | Campeonato Brasileiro Série A       | 0     | 0    |
| CR Flamengo   | 2009  | Brazylia | Campeonato Brasileiro Série A       | 24    | 1    |
| CR Flamengo   | 2008  | Brazylia | Campeonato Brasileiro Série A       | 8     | 0    |
| Desportivo    | 2008  | Brazylia | Campeonato Paulista Segunda Divisão | 0     | 0    |
| CSD Colo-Colo | 2008  | Chile    | Primera División de Chile           | 21    | 4    |
| CSD Colo-Colo | 2007  | Chile    | Primera División de Chile           | 31    | 14   |
| CSD Colo-Colo | 2006  | Chile    | Primera División de Chile           | 27    | 10   |
| CSD Colo-Colo | 2005  | Chile    | Primera División de Chile           | 25    | 11   |
| CSD Colo-Colo | 2004  | Chile    | Primera División de Chile           | 18    | 5    |
| CSD Colo-Colo | 2003  | Chile    | Primera División de Chile           | 37    | 5    |
| CSD Colo-Colo | 2002  | Chile    | Primera División de Chile           | 16    | 2    |

Ostatnia aktualizacja: 1 stycznia 2010.

## Kariera reprezentacyjna
Fierro w barwach młodzieżówki brał udział w Młodzieżowych Mistrzostwach Ameryki Południowej w 2003 roku. W seniorskiej kadrze zadebiutował w 2006 roku, brał też udział w Copa América 2007.

### Statystyki reprezentacyjne
| Reprezentacja | Rok  | Mecze | Gole |
| ------------- | ---- | ----- | ---- |
| Chile         | 2010 | 2     | 0    |
| Chile         | 2009 | 2     | 0    |
| Chile         | 2008 | 4     | 1    |
| Chile         | 2007 | 8     | 0    |
| Chile         | 2006 | 1     | 0    |

Ostatnia aktualizacja: 30 maja 2010.